# Wavetraxx
Wavetraxx es un músico suizo que compone música Trance y Trance Progresivo. Su nombre real es Chris Menzi y sus seudónimos son: Christoph Menzi, DJ Loop, Novator, Polartraxx, S.Y.S., y Wavescope.

## Discografía

### Sencillos
Algunos de sus sencillos, son:
- Lazarus
- World Of Fantasy (como Polartraxx)
- Spring 2002 (como DJ Loop)
- Das Boot 2003

### Remezclas
Algunas de sus remezclas, son:
- DJ Subsonic - Time Traveller
- DJ Subsonic - Devotion
- Geilomatic's - Geilomat